# Адальберт Дешу
Адальберт Дешу (рум. Adalbert Deșu), при народженні Бела Дежо (угор. Dezső Béla, 24 березня 1909, Гетая, Австро-Угорщина — 6 червня 1937, Тімішоара, Румунія) — румунський футболіст угорського походження, що грав на позиції нападника, за клуби «Решица» та «Банатуль Тімішоара», а також національну збірну Румунії.

## Клубна кар'єра
У футболі дебютував 1928 року виступами за команду клубу «Решица», в якій провів два сезони. 
1930 року перейшов до клубу «Банатуль Тімішоара», за який відіграв 3 сезони.  Завершив професійну кар'єру футболіста у 1933 році.
1933 року пішов з футболу через пневмонію. 6 червня 1937 помер від пневмонії, у віці 28 років в місті Тімішоара.

## Виступи за збірну
1929 року дебютував в офіційних матчах у складі національної збірної Румунії. Протягом кар'єри у національній команді, яка тривала 2 роки, провів у її формі 6 матчів, забивши 3 голи.
У складі збірної був учасником чемпіонату світу 1930 року в Уругваї, де зіграв проти Перу (3:1) і Уругваю (0:4).

### Матчі в складі збірної
Кубок Балкан 1929-1931
1. (2) 06.10.1929. Бухарест. Румунія - Югославія 2:1
2. (4) 25.05.1930. Бухарест. Румунія - Греція 8:1

ЧС-1930
1. (5) 14.07.1930. Монтевідео. Перу - Румунія 1:3 (гол)
2. (6) 21.07.1930. Монтевідео. Уругвай - Румунія 4:0

Товариські матчі
1. (1) 15.09.1929. Софія. Болгарія - Румунія 2:3 (гол)
2. (3) 04.05.1930. Белград. Югославія - Румунія 2:1 (гол)